# Nick Mangold
Pour les articles homonymes, voir Mangold.
(en) Statistiques sur pro-football-reference
Nick Mangold, né le 13 janvier 1984 à Centerville dans l'Ohio, est un joueur américain de football américain qui a évolué pendant onze saisons au poste de centre pour les Jets de New York. Sept fois sélectionné pour le Pro Bowl, il est souvent considéré comme l'un des meilleurs centres de sa génération.
Étudiant de l'université d'État de l'Ohio, il y joue au football américain pour les Buckeyes d'Ohio State. Sélectionné au premier tour de la draft 2006 de la NFL par les Jets de New York, il y reste un élément clef pendant plus d'une décennie.

## Carrière professionnelle

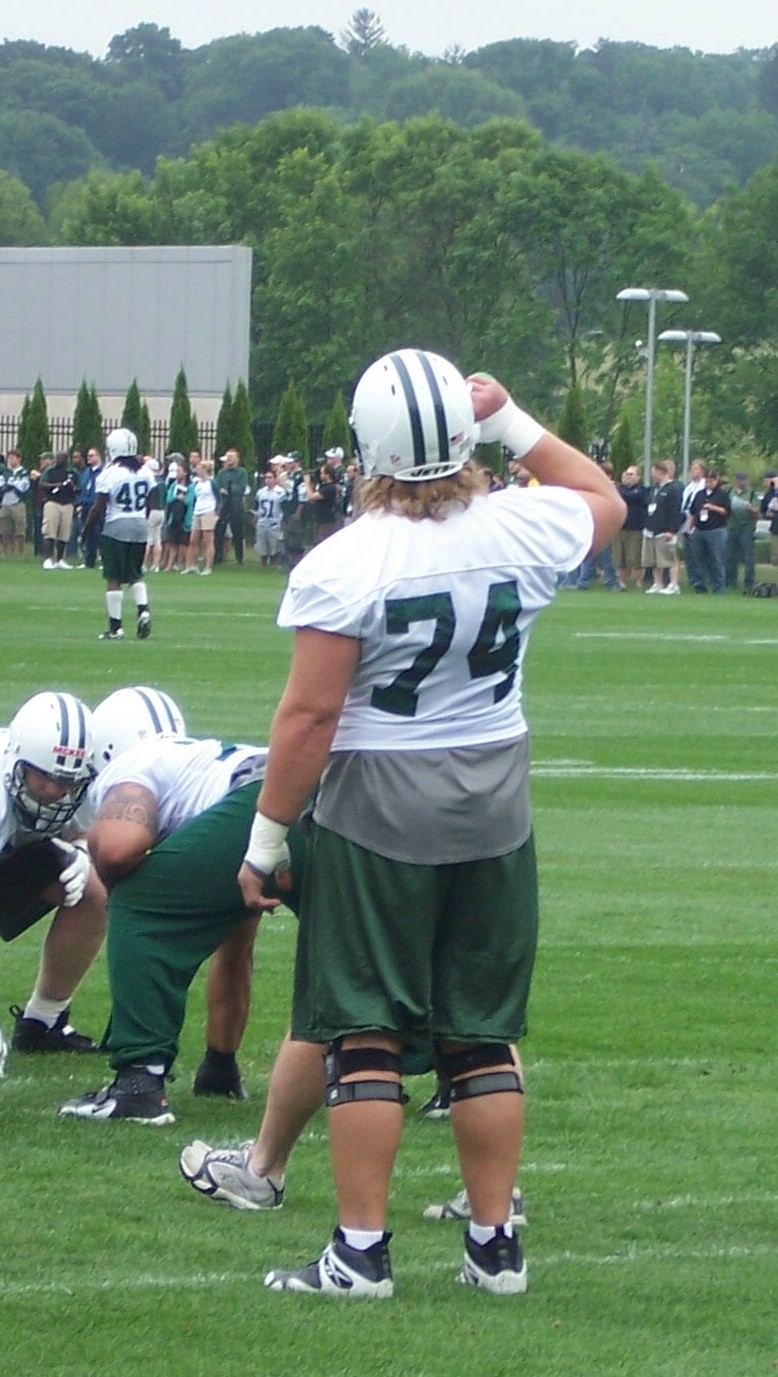
Nick Mangold en 2009.

Les Jets de New York recrutent Nick Mangold en compagnie de l'offensive tackle D'Brickashaw Ferguson (1er choix) lors de la draft 2006 de la NFL afin d'améliorer leur ligne offensive. Mangold a comme objectif de remplacer le centre des Jets Kevin Mawae, six fois sélectionné au Pro Bowl. C'est la première fois depuis la draft 1975 qu'une équipe sélectionne deux joueurs de ligne offensive au premier tour d'une draft (Dennis Harrah et Doug France par les Rams de Los Angeles.
Important en attaque, Mangold protège son quarterback et est au cœur de la ligne offensive. Il relève le ballon et réalise la majorité des ajustements de la ligne offensive. Très fort physiquement, il possède également l'une des meilleures techniques à ce poste, aidant la ligne à avancer sur son adversaire. En 2010, Mangold devient le centre le plus payé de la ligue en paraphant un contrat de 7 ans pour un total de 55 millions de dollars.
Mangold est l'un des joueurs les plus endurants de son équipe, jouant tous les jeux offensifs et ne ratant que 6 rencontres de saison régulière entre 2006 et 2015. À la fin de la saison 2016, les Jets décident de se séparer du joueur de 33 ans qui vient de rater la fin de la saison sur une blessure à la cheville,. Il devient alors agent libre.